# إبراهيم الحكري
إبراهيم بن عبد الله بن علي بن يحيى بن خلف، برهان الدين الحكري (.. - 780 هـ / 1378 م) نحوي، مقرىء ومفسر من أهل الحكرة -بقرب الطائف- أقام بعدها في مصر. أثنى عليه السيوطي وغيره. تقلّد القضاء في المدينة، وناب في الحكم في الخليل والقدس.

## وفاته
توفي في القدس عام (749 هـ) عن عمر يناهز 78 عامًا.